# ФК Свонзи Сити
Свонзи Сити (вел. Clwb Pêl-droed Dinas Abertawe, енгл. Swansea City Association Football Club) је професионални велшки фудбалски клуб из Свонзија, који игра у Чемпионшипу.

## Историја
Основан је 1912. Утакмице игра на Либерти стадион капацитета 21.088 места. Боје клуба су бела и црна. Највећи ривал Свонзија је Кардиф Сити.
Најбољи пласман Свонзија је шесто место у сезони 1981/82. тадашње Прве дивизије, што је била дебитантска сезона клуба у највишем рангу, али је већ наредне сезоне испао из Прве лиге. У њу се вратио тек у сезони 2011/12., након што је у сезони 2010/11. заузео треће место у Чемпионшипу и преко плеј офа обезбедио пласман у Премијер лигу Енглеске. У полуфиналу су били бољи од Нотингем фореста, а у финалу су савладали фудбалере Рединга. Свонзи је тако постао први велшки фудбалски клуб који се пласирао у енглеску Премијер лигу.
Десет пута су освајали Куп Велса. Најбољи пласман у ФА купу је полуфинале 1926. и 1964. У сезони 2012/13. Свонзи је први трофеј Лига купа Енглеске, победивши у финалу Бредфорд Сити са 5:0, а у сезони 2013/14. наступали су у УЕФА Лиги Европе.

## Успеси клуба
- Трећа лига Енглеске

Победник (3): 1924/25, 1948/49, 2007/08.
- Четврта лига Енглеске

Победник (1): 1999/00.
- Лига куп Енглеске

Победник (1): 2012/13.
- Трофеј фудбалске лиге

Победник (2): 1994, 2006.
- Куп Велса

Победник (10): 1913, 1932, 1950, 1961, 1966, 1981, 1982, 1983, 1989, 1991

## Састав из 2018.
| Бр. |                 | Позиција | Играч               |
| --- | --------------- | -------- | ------------------- |
| 1   | Шведска         | Г        | Кристофер Нордфелд  |
| 2   | Обала Слоноваче | Н        | Вилфред Бони        |
| 3   | Шведска         | О        | Мартин Олсон        |
| 5   | Холандија       | О        | Мајк ван дер Хорн   |
| 7   | Еквадор         | С        | Џеферсон Монтеро    |
| 8   | Холандија       | С        | Лерој Фер (капитен) |
| 9   | Шкотска         | Н        | Оливер Мекберни     |
| 10  | Костарика       | С        | Берсант Челина      |
| 11  | Холандија       | С        | Лучијано Нарсинг    |
| 12  | Енглеска        | С        | Нејтан Дајер        |
| 13  | Њемачка         | Г        | Стивен Бенда        |
| 14  | Енглеска        | С        | Том Керол           |
| 15  | Енглеска        | С        | Вејн Раутлеџ        |
| 16  | Шведска         | Н        | Џоел Асоро          |

| Бр. |                           | Позиција | Играч                   |
| --- | ------------------------- | -------- | ----------------------- |
| 17  | Сједињене Америчке Државе | О        | Камерон Картер-Викерс   |
| 19  | Шкотска                   | С        | Бери Мекеј              |
| 20  | Велс                      | С        | Данијел Џејмс           |
| 21  | Енглеска                  | С        | Мет Грајмс              |
| 22  | Велс                      | О        | Џо Родон                |
| 23  | Велс                      | О        | Конор Робертс           |
| 24  | Велс                      | О        | Деклан Џон              |
| 25  | Холандија                 | Г        | Ервин Малдер            |
| 26  | Енглеска                  | О        | Кајл Нотон              |
| 27  | Шкотска                   | С        | Џеј Фултон              |
| 28  | Шкотска                   | С        | Џорџ Бајерс             |
| 30  | Енглеска                  | С        | Јан Данда               |
| 46  | Енглеска                  | Н        | Кортни Бејкер-Ричардсон |